# ΑGEL

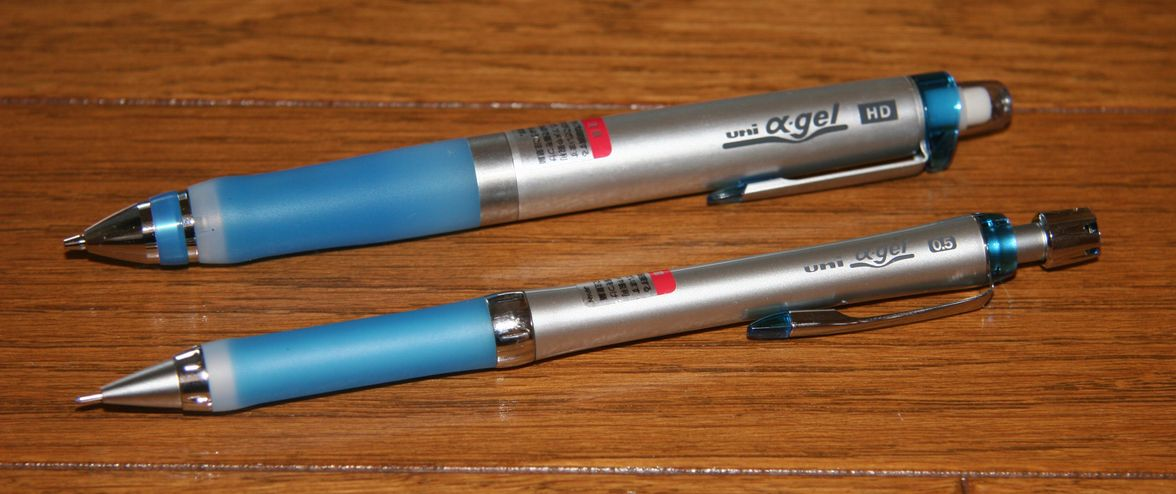
三菱鉛筆 ユニ アルファゲル シャープペンシル

ɑGEL（アルファゲル）とは、タイカ社（旧：ジェルテック社）が開発した衝撃吸収・振動吸収素材である。

## 特徴
- シリコーンを主原料とした柔らかいゲル状の素材。αGEL（アルファゲル）は、タイカで取り扱うゲル製品の総称。
- 衝撃吸収や防振、放熱、電磁波吸収などの機能がある。
- ビルの6階（18m）から生卵を落としても、わずか2cmの厚さのαGELシートの上でピタリと割ることのなく受け止めることができる。
- スポーツシューズやシャープペンシル、その他ヘルメットやパソコン、携帯電話、デジタルカメラ、スマホケースなどに活用されている。
- -40°C - +200°Cの幅広い温度で利用可能。